# Muzeul Israel

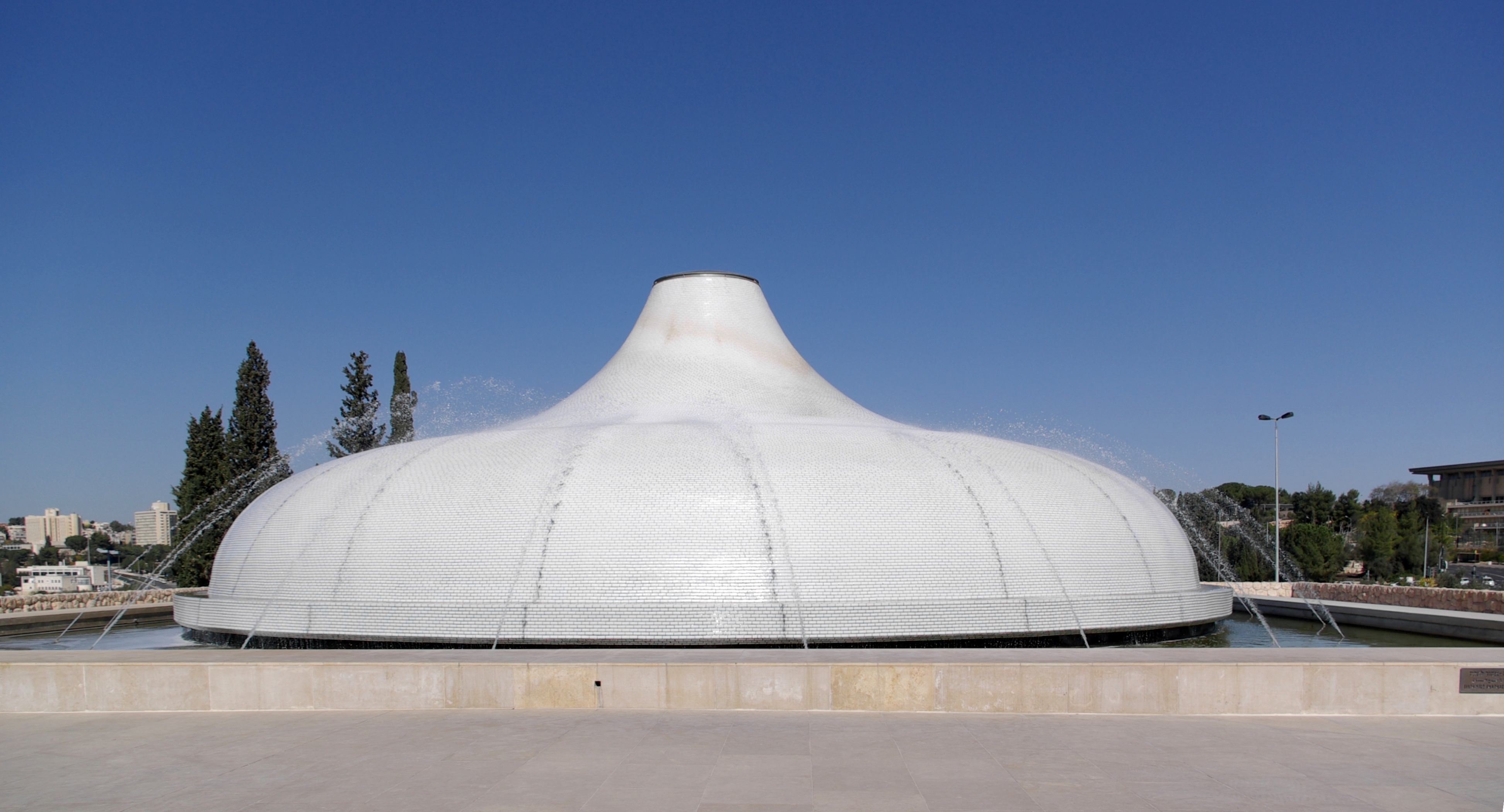
Sanctuarul Cărții, în perimetrul Muzeului Israel

Muzeul Israel din Ierusalim (în ebraică מוזיאון ישראל, ירושלים, transliterat: Muze'on Israel, Yerushalayim) este cel mai mare și mai însemnat muzeu din Israel. El se află pe dealul Givat Ram, în apropierea Muzeului Țărilor Biblice și a Campusului Național de Arheologia Țării Israelului, nu departe de Knesset, de Curtea Supremă a Israelului și de unul din campusurile Universității ebraică. Muzeul conține peste 500.000 de exponate din domeniul artelor și din domeniul arheologiei și etnografiei de la începuturile culturilor omenești și până în zilele noastre, precum și  expoziții temporare.
Muzeul include cele mai vaste colecții de arheologia Țării Israelului (Palestina, Tara Sfântă) și despre arta iudaică și viata evreiască, de asemenea colecții însemnate de arte frumoase, împărțite între 11 departamente:artă israeliană, artă europeană, artă modernă, arta contemporană, tipărituri și desene, fotografie, estetică industrială și arhitectură, artă asiatică, artă africană, artă oceanică și artă din continentele americane.
Între exponatele unice ale muzeului se pot menționa Venus din Berekhat Ram, interiorul sinagogii Tzedek veShalom  din Surinam (1736), coliere purtate de mirese evreice din Yemen, o nișă de rugăciune musulmană cu mozaic din Persia secolului al XVII-lea, si un cui atestând practica răstignirilor pe cruce din vremea lui Isus. O clădire în formă de urnă în perimetrul muzeului, Sanctuarul Cărții (Heikhal Hasefer) adăpostește Manuscrisele de la Marea Moartă și obiecte excavate la Masada. 
Fondatorul muzeului, în anul 1965 a fost primarul Ierusalimului, Teddy Kollek, fost director general al Oficiului Primului Ministru și primar al Ierusalimului, care a obținut în cursul anilor donații ale unor colecționari importanți pentru noua instituție. Arhitecții care au proiectat muzeul în versiunea sa inițială au fost Al Mansfeld și Dora Gad. Muzeul a fost deschis pentru public în mai 1965.
Muzeul Israel este administrat de o societate mixtă care aparține, în părți egale Guvernului Israelului, Primăriei orașului Ierusalim, Agenției Evreiești, Academiei de Arte Betzalel, Universității Ebraice, Muzeului Betzalel și Fundației Sanctuarului Cărții. 